# Viktoriahuset, Jönköping
Ej att förväxla med Viktoriahuset i Göteborg

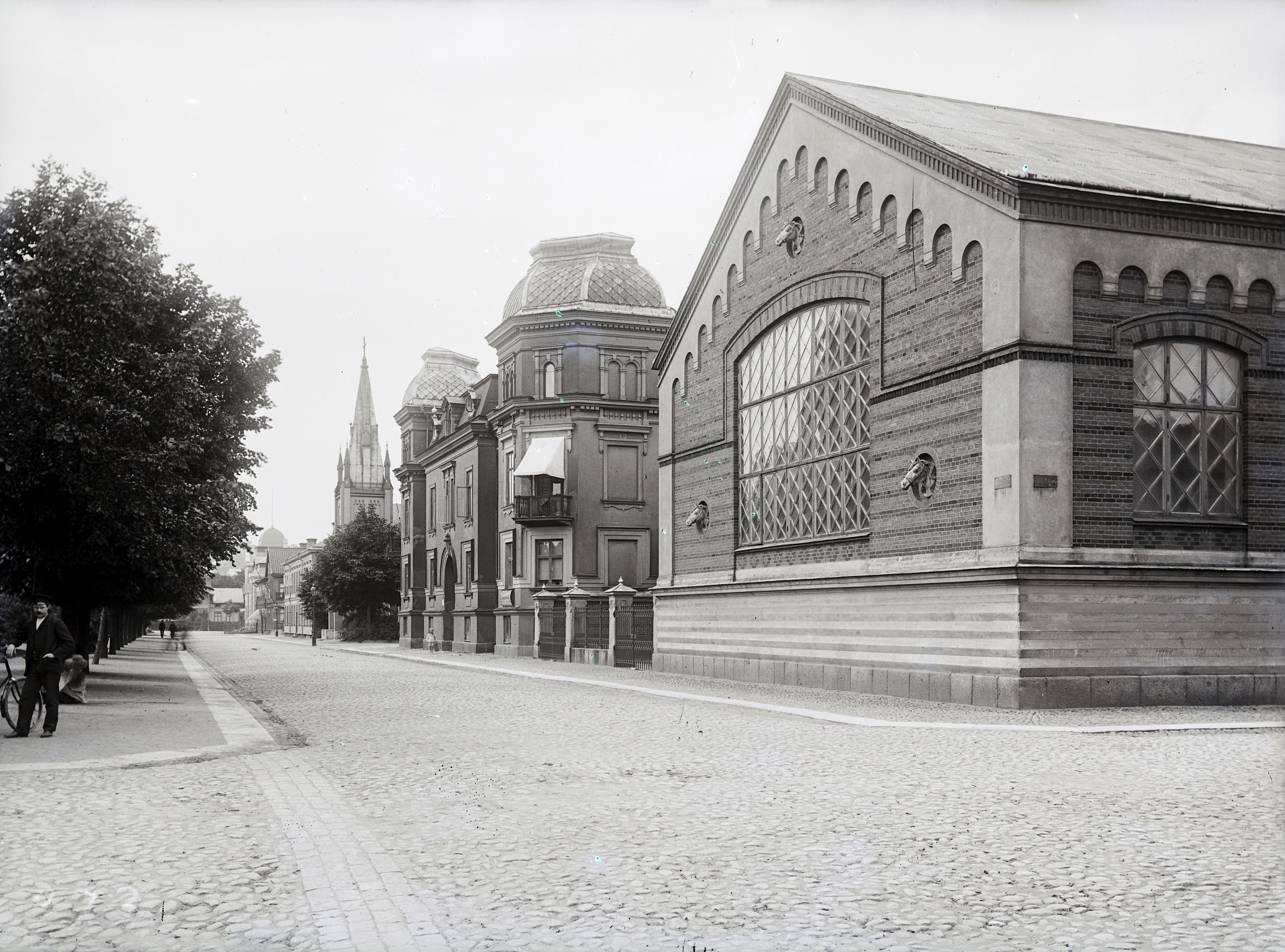
Nygatan, sedd västerut från Trädgårdsgatan, med Hayska ridhuset, Viktoriahuset och Sankt Johanneskyrkan på norra sidan, efter 1908

Viktoriahuset är en fastighet på Väster i Jönköping, som tidigare bland annat inrymde Norra Smålands fornminnesförenings första museum. Viktoriahuset uppfördes vid dåvarande Fabriksgatan 5 i Jönköping. Denna del av Fabriksgatan, mellan Lundströms plats och Nygatan omdöptes 1990 till F E Elmgrens gata.
Viktoriahuset ritades av Johan August Westerberg och uppfördes för Ebba Ramsay 1877-1883. Huset byggdes i två etapper mellan åren 1877 och 1883. Det var tänkt att bli ett centrum för Ebba Ramsays religiösa missionsverksamhet på Väster i Jönköping. I byggnaden fanns en stor samlingslokal för 400 personer med två läktare och stora fönster mot Fabriksgatan. Salen var avsedd för bönesammankomster och för föreläsningar i populära och vetenskapliga ämnen. I samma våning som festsalen fanns en av två matsalar som drevs som ett nykterhetsvärdshus, samt läsrum och gästrum. Den andra matsalen - värdshusets huvudmatsal - låg i källarvåningen.
Under 1880- och 1890-talen var Viktoriasalen predikolokal. I början av 1900-talet var den Norra Smålands Fornminnesförenings första museum. Senare användes Viktoriasalen av Evangeliska Fosterlandsstiftelsen, som också under några år ägde fastigheten. Från 1944 hade AB Radiotjänst sin lokalredaktion i Jönköping i den då ombyggda Viktoriasalen.
År 1991 byggdes fastigheten till med en ny byggnadskropp i fyra våningar och är numera "Home Hotel Victoria" med 128 rum.